# Валенсія іспанська
Валенсія іспанська (Valencia hispanica) — невелика прісноводна коропозубоподібна риба родини Valenciidae. Ендемік Іспанії. Раритетний вид риб, занесений до Червоного списку МСОП та інших природоохоронних документів.

## Опис
Дрібна рибка, завдовжки до 8 см.

## Поширення
Ендемік Іспанії. Історично траплявся також поблизу міста Перпіньян на півдні Франції, де вимер. Сучасний ареал виду обмежений шістьма локалітетами на узбережжі Середземного моря на сході Іспанії. Мешкає в болотах, лагунах, джерелах та пов'язаних з ними водно-болотних угіддях та інших водоймах з повільною течією та великою кількістю рослинності.

## Охорона
Раритетний вид риб, занесений до Червоного списку МСОП (охоронна категорія: вразливий вид). На більшій частині ареалу стан природних популяцій виду наразі залишається нестабільним. У ряді регіонів спостерігається тенденція до зниження чисельності популяції виду. Тому валенсія іспанська занесена також до Директиви Європейського Союзу 92/43/ЄС «Про збереження природних оселищ та видів природної фауни і флори» (Додаток II. Види рослин і тварин, що становлять особливий інтерес для Європейського Союзу, збереження яких потребує створення територій особливої охорони).